# 藤沢市私立幼稚園協会
藤沢市私立幼稚園協会（ふじさわししりつようちえんきょうかい）は、神奈川県藤沢市の私立幼稚園35園中の30園が加盟する特定非営利活動法人。神奈川県藤沢市鵠沼橘一丁目1番14号 第一興産12号館4階（〒251-0024）に拠点を置いている。
園長会・役員会を実施していて、協会の目的を達成するために振興部、研究部、経営管理部に分かれ活動を行っている。

## 主な活動内容
- 幼稚園教育要領について、各園が充分理解できるよう研修会を行なう。
- 統合保育について研究をする。
- 湘南地区研究大会に参加、協力する。
- 就園奨励費補助金など、補助金の増額を父母と連携し、推進する。
- 教職員の人材確保と、その福利厚生について推進する。
- 次世代育成法等の子育て支援策に協力し、子どもが健やかに育つ環境づくりに協力する。

## 平成24・25年度の役員
- 会長 青木敏雄（青木幼稚園 園長）
- 副会長 高野正基（湘南台幼稚園 理事長）
- 副会長 池田清（ふじがおか・ふじがおか第二幼稚園 園長）
- 会計 神﨑良（藤沢いずみ幼稚園 園長）
- 会計 小林俊（秋葉台幼稚園 園長）
- 書記 秦野悦子（わかふじ幼稚園 副園長）
- 書記 渡邉信秀（相模幼稚園　主任）
- 研究部長 草ヶ谷弘子（片瀬のぞみ幼稚園 副園長）
- 研究部副部長 加部公子（鵠沼めぐみルーテル幼稚園 園長）
- 振興部長 広田信明（広田幼稚園 園長）
- 経営管理部長 青木雄一（青木幼稚園 事務長）
- 貸付金運用委員会委員長 小林俊（秋葉台幼稚園 園長）
- 監事 千葉博子（片瀬山幼稚園 園長）
- 監事 山本富士枝（富士幼稚園 園長）

## アクセス
小田急江ノ島線・JR東日本の藤沢駅が最寄り駅で、そこから徒歩約5分の場所にある。

## 沿革
- 1955年（昭和30年）神奈川県私立幼稚園協会藤沢地区会として発足
- 1961年（昭和36年）神奈川県私立幼稚園連合会に改組されたのを機に藤沢市私立幼稚園協会となる。
- 1983年（昭和58年）藤沢市私立幼稚園協会会則の改定をする。
- 1986年（昭和61年）9月3日に第1回藤沢市幼稚園大会を開催する。
- 1988年（昭和63年）長後駅近くのビルに協会事務所を設立する。
- 2004年（平成16年）6月8日 特定非営利活動法人藤沢市私立幼稚園協会となる。
- 2009年（平成21年）4月、鵠沼へ事務所を移転する。